# Hans Wloka
Hans Wloka (* 8. März 1925; † 8. April 1976) war ein deutscher Fußballspieler, der von 1948 bis 1957 als Defensivspieler bei Eintracht Frankfurt 191 Ligaspiele in der damals erstklassigen Fußball-Oberliga Süd absolviert und zwei Tore erzielt hat. In der Saison 1952/53 gehörte der Abwehrspieler mit 26 Ligaeinsätzen der Meistermannschaft in der Oberliga Süd an und lief anschließend auch für die Eintracht in den Spielen um die deutsche Fußballmeisterschaft auf.

## Spielerkarriere
Nach Ende des Zweiten Weltkrieges und Entlassung aus der Kriegsgefangenschaft kam der in Oberschlesien geborene und dort auch bei Vorwärts-Rasensport Gleiwitz aktiv gewesene Spieler im Mai 1948 nach Frankfurt und schloss sich dort der Eintracht in der Oberliga Süd an.
Bei der Mannschaft vom Riederwald debütierte Wloka am 30. Mai 1948, einer 1:2-Auswärtsniederlage bei den Stuttgarter Kickers, in der Oberliga Süd. Es folgten noch zwei weitere Einsätze gegen den TSV Schwaben Augsburg (2:4) und den FC Bayern München (2:1), als er jeweils aber als Mittelstürmer von Trainer Bernhard Kellerhoff zum Einsatz gebracht worden war. Aber erst unter Trainer Kurt Windmann (1950–56) konnte er den Schritt zum Stammspieler vollziehen und die Eintracht entwickelte sich in der Tabelle stetig nach vorne.
Zur Verbesserung der Qualität der Riederwälder trugen in dieser Zeit auch ihre internationalen Kontakte bei. Über Weihnachten 1950 begab sich die Eintracht auf eine Auslandsreise nach Spanien. Am Heiligabend fand zuerst das Spiel in Madrid gegen den Vorjahresmeister Atlético statt und beim 4:3-Erfolg überzeugten die Hessen restlos. Bereits am nächsten Tag wurde das zweite Spiel gegen den FC Sevilla ausgetragen, wobei auch bei der 3:5-Niederlage die Eintracht einen guten Eindruck hinterlassen hatte. In beiden Spielen stand Wloka auf dem Rasen. Unmittelbar nach dem Meisterschaftsende startete die Eintracht am 2. Mai 1951 mit 15 Aktiven zu einer vom Deutsch-Amerikanischen Fußball-Bund (DAFB) organisierten USA-Reise. Zwischen dem 6. und 30. Mai wurden insgesamt acht Spiele bestritten. Zum Saisonausklang zog das Gastspiel des AC Mailand am 17. Mai 1952 30.000 Zuschauer ins Stadion, die vor allem den berühmten „Gre-No-Li“-Innensturm bewundern wollten. Wloka hielt mit seinen Abwehrkameraden der internationalen Klasse stand und das Spiel endete 1:1. Über Weihnachten 1952 waren die Hessen für 14 Tage in Ägypten zu Gast.
In der Saison 1952/53 glückte der Meisterschaftserfolg in der Oberliga Süd mit einem Punkt Vorsprung gegenüber dem VfB Stuttgart. Wloka hatte in 26 Rundenspielen dabei mitgewirkt und deshalb auch an den imponierenden 27:3 Heimspielpunkten – lediglich drei Unentschieden – seinen Anteil gehabt. Die Abwehr der Adlerträger war zumeist mit Torhüter Helmut Henig, Ernst Kudrass, Adolf Bechtold, Hans Wloka, Werner Heilig, Kurt Krömmelbein und Heinz Kaster angetreten. In der Endrunde um die deutsche Meisterschaft entpuppte sich der zuverlässige Mittelläufer im vorentscheidenden Gruppenspiel gegen die Walter-Elf des 1. FC Kaiserslautern, am 17. Mai vor 68.000 Zuschauern im Waldstadion, zum Unglücksraben: Er fälschte in der 65. Minute einen Schuss von Ottmar Walter unhaltbar für Torhüter Henig zum Tor des Tages ab. Die Lauterer zogen danach ungefährdet in das Finale ein und setzten sich dort überlegen mit 4:1 gegen den VfB Stuttgart durch.
Im Weltmeisterschaftsjahr 1953/54 drehte die Mannschaft von Trainer Georg Wurzer die Platzierung an der Tabellenspitze um, der VfB setzte sich mit einem Punkt Vorsprung gegenüber den Adlerträgern durch. Wloka war in 28 Ligaspielen aufgelaufen und hatte einen Treffer erzielt. Der Modus in der Endrunde sah wegen der Weltmeisterschaft in der Schweiz nur je ein Spiel gegeneinander auf neutralem Platz vor. Das erste Spiel verlor die Eintracht in Köln gegen den 1. FC Kaiserslautern nach überzeugendem Auftritt mit 0:1. Das zweite Spiel gegen den 1. FC Köln wurde in Ludwigshafen 8. Mai mit 2:3 gegen die Mannen um Hans Schäfer verloren. Auch gegen die Kölner fehlte erneut das entscheidende Quäntchen Glück. Zudem ging Trainer Windmann das Risiko ein, den angeschlagenen Wloka spielen zu lassen. Bereits nach fünf Minuten machte ihm seine Knieverletzung wieder zu schaffen, nach 15 Minuten musste er vom Platz getragen werden und konnte später nur noch als Statist auf Rechtsaußen umherhumpeln.
Unter Trainer Adolf Patek beendete der eisenharte Abwehrspezialist nach der Runde 1956/57 seine Aktivität in der Oberliga Süd. Beim Erreichen des fünften Ranges hatte er nochmals in 24 Ligaeinsätzen mitgewirkt. Das letzte Oberligaspiel bestritt er am 12. Mai 1957 bei einem 4:0-Heimerfolg gegen den VfB Stuttgart. Er bildete dabei vor Torhüter Egon Loy zusammen mit Bechtold, Hermann Höfer, Eberhard Schymik und Hans-Walter Eigenbrodt die Eintracht-Abwehr. Als Wloka-Nachfolger gelang der Eintracht die Verpflichtung des jugoslawischen Nationalstoppers Ivica Horvat.
Beim SKV Mörfelden (1957/58) und Preußen Frankfurt (1958/59) beendete Hans Wloka dann endgültig seine Spielerlaufbahn.